# Espanhol venezuelano

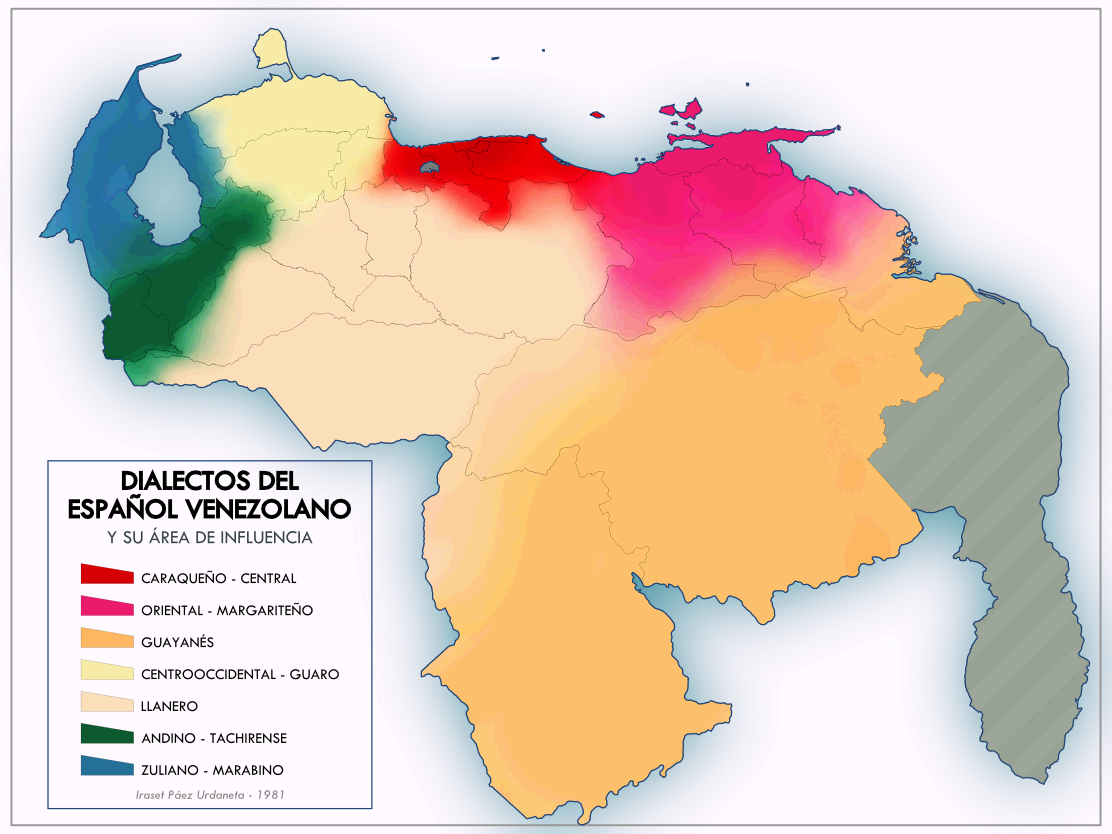
Dialetos do espanhol venezuelano (no idioma castelhano).

Bandeira da Venezuela.

O espanhol venezuelano é uma variedade do espanhol usado exclusivamente na Venezuela. Geralmente é considerado parte das variedades caribenhas do espanhol, que é a língua oficial do país. Ao mesmo tempo, os sotaques falados dentro do país não são formalmente categorizados a nível acadêmico, mesmo com diferenças importantes (incluindo o voseo e o ustedeo), sendo isto devido à ambiguidade do termo "dialeto".

## História
A língua castelhana chegou à Venezuela com a conquista espanhola, nos primeiros anos do século XVI. A maioria dos conquistadores e colonos eram originários do sul da Espanha, de regiões como Andaluzia, Extremadura e Ilhas Canárias. Além disso, as ondas de migrantes de diferentes partes da Itália desde os tempos coloniais (e a forte migração de Portugal) influenciaram muito o espanhol falado no país.

## Especificações

### Fonética e fonologia
Na linguagem coloquial, o /s/ final é geralmente alterado por um /h/, se a palavra seguinte começa com uma consoante (transformando "adeus" em adioh e "casas" em casah) e muitas vezes perde d intervocálica (melao, em vez de "melado"; pelao em vez de "pelado"; e pecao em vez de "pescado"), mesmo no fim da palavra. Com esta elisão, os sufixos -ado, -edo e -ido (e suas correspondentes formas femininas) se tornam -ao, -eo e -ío. Esse recurso é acentuado nos alto-falantes da área de Los Llanos. O seseo (os s, c e z são pronunciados como s) é uma característica compartilhada por todos os dialetos da América.

### Morfologia e sintaxe
Algo que os venezuelanos compartilham com colombianos, dominicanos, cubanos e  costarriquenhos é o uso dos diminutivos em ico ou ica, mas sendo apenas utilizado em palavras terminadas em t (por exemplo: ratico, momentico, gatico). É comum o tuteo em conversas diárias, e o uso de usted se limita a situações de maior formalidade ou quando se dirige a pessoas mais velhas. Nas zonas andinas perto da Colômbia, o  ustedeo entre família e amigos é comum em relação ao tuteo.
O uso do usted para o discurso informal é limitado à região dos Andes devido à sua proximidade com a Colômbia. O voseo é difundido nos estados de Zulia e Falcón, e também o departamento colombiano vizinho de La Guajira. Apesar de ser um país localizado na América do Sul, o espanhol venezuelano compartilha muitas características com as outras variantes dos países localizados no Caribe.